# 苏联安全委员会
苏维埃社会主义共和国联盟安全委员会（俄语：Совет безопасности СССР）是苏联最高领导人米哈伊尔·谢尔盖耶维奇·戈尔巴乔夫于1990年3月15日创建，负责提出制定建议，以实施有关国防领域的政策，维持国家经济和环境安全，克服自然灾害和其他紧急情况的后果，确保社会的稳定和法律秩序，1991年12月26日被废除。

## 成员
- 根纳季·伊万诺维奇·亚纳耶夫
- 瓦连京·谢尔盖耶维奇·帕夫洛夫
- 瓦季姆·维克托罗维奇·巴卡京
- 亚历山大·亚历山德罗维奇·别斯梅尔特内赫
- 弗拉基米尔·亚历山德罗维奇·克留奇科夫
- 叶夫根尼·马克西莫维奇·普里马科夫
- 鲍里斯·卡尔洛维奇·普戈
- 德米特里·季莫费耶维奇·亚佐夫